# Libero Grande
Libero Grande (リベログランデ) est un jeu vidéo de football développé et édité par Namco, sorti en arcade en 1997, puis sur PlayStation en 1998. Dans ce jeu, contrairement à la plupart des autres titres du genre, on ne dirige qu'un seul joueur pendant le match.